# Михайлівське залізорудне родовище
Михайлівське залізорудне родовище — залізорудне родовище, в якому проводиться видобуток залізних руд відкритим способом, є частиною Курської магнітної аномалії. Знаходиться поблизу міста Желєзногорськ Курської області, за 400 км на північний захід від Курська.
На площі родовища розкриті породи архейського і протерозойського віку. Архейські породи представлені гнейсами, плагіоклазовими гранітами та їх мігматитами, протерозойські — породами михайлівської та курської серій.
Михайлівська серія має потужність до 3 км і складена в основному з амфіболітів. Курська серія складається з:
- нижнього піщано-сланцевого ґрунту потужністю 500-4000 м та магнетитового і слаборудного кварцитів загальною потужністю 500-600 м;
- верхньої частиною, утвореної кварцсеріцітовими філітообразними та вуглистими сланцями з прошарками доломітів, загальною потужністю близько 700 м;
- курбакінської частини, представленої метаморфізованими кварцовими порфірами, їх туфами, пісковиками і седиментаційними брекчіями загальною потужністю 4000 м.[2]